# Resolució 1300 del Consell de Seguretat de les Nacions Unides
La Resolució 1300 del Consell de Seguretat de les Nacions Unides fou adoptada per unanimitat el 31 de maig de 2000. Després de considerar un informe del Secretari General Kofi Annan sobre la Força de les Nacions Unides d'Observació de la Separació (UNDOF), el Consell va prorrogar el seu mandat durant sis mesos més fins al 30 de novembre de 2000.
La resolució va demanar a les parts implicades que implementessin immediatament la Resolució 338 (1973) i demanava que el Secretari General presentés un informe sobre la situació al final d'aquest període.
L'informe del Secretari General, de conformitat amb la resolució anterior sobre la UNDOF, va dir que la situació entre Israel i Síria havia romàs tranquil·la i sense incidents greus, tot i que la situació a l'Orient Mitjà es va mantenir com a perillosa fins que no s'assolís un acord. La Força havia cooperat amb el Comitè Internacional de la Creu Roja amb instal·lacions de correu i un corredor humanitari segur a través de la zona de separació; els camps de mines a la zona continuaven sent una preocupació.